# Jacob Schopf
Jacob Schopf (8 de junho de 1999) é um canoísta alemão, medalhista olímpico.

## Carreira
Schopf conquistou a medalha de prata nos Jogos Olímpicos de Verão de 2020 em Tóquio na prova de K-2 1000 m masculino, ao lado de Max Hoff, com o tempo de 3:15.584 minutos. Já nos Jogos Olímpicos de Verão de 2020 em Paris, ele conquistou duas medalhas de ouro: na competição do K-2 500 m masculino, com Max Lemke, e na disputa do K-4 500 m masculino, com Lemke, Max Rendschmidt e Tom Liebscher-Lucz.